# Erythmelus flavovarius
Erythmelus flavovarius är en stekelart som först beskrevs av Walker 1846.  Erythmelus flavovarius ingår i släktet Erythmelus och familjen dvärgsteklar. Arten är reproducerande i Sverige. Inga underarter finns listade i Catalogue of Life.